# Sionisme
Cet article concerne l'analyse des courants idéologiques sionistes ainsi qu'aux mises en pratique qu'ils ont suscitées. Pour son histoire, voir Histoire du sionisme.
Pour les articles homonymes, voir Sionisme (homonymie).

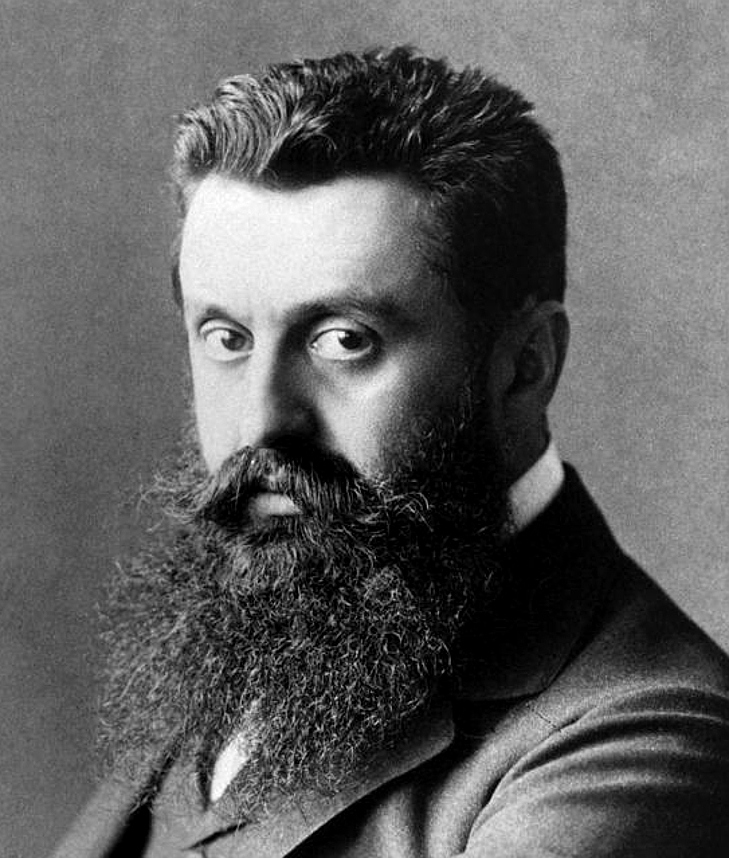
Theodor Herzl, auteur du manifeste sioniste L'État des Juifs.

Le drapeau du mouvement sioniste qui deviendra le drapeau d'Israël.

Le sionisme est historiquement un mouvement nationaliste ethnique visant l'autodétermination politique du peuple juif par la formation d'un foyer national juif en Eretz Israël.
Le sionisme plonge ses racines historiques dans la tradition religieuse, nationaliste et culturelle juive et dans la nostalgie de « Sion » au sein des consciences de la diaspora juive. 
Néanmoins, le sionisme ne prend réellement son essor parmi les juifs d'Europe centrale et orientale que dans le contexte des aspirations nationales du XIXe siècle, et du processus de sécularisation de la population juive ashkénaze. D'abord fortement combattu au sein des populations juives aussi bien laïques (notamment par le mouvement socialiste juif du Bund) que religieuses (comme l'attestent les positions du rabbin allemand Samson Raphael Hirsch), le mouvement gagne en popularité du fait des persécutions répétées des populations juives.
Son renouveau sous forme politique est dû à l'action de Theodor Herzl, avec le premier congrès sioniste (1897) et la création de l'Organisation sioniste mondiale. Pour leur salut, il encourage le « retour » des Juifs en Terre d'Israël, faisant alors partie des trois sandjaks ottomans de Jérusalem, Acre et Naplouse. Le mouvement voit ses espoirs exaucés pendant la Première Guerre mondiale par la déclaration Balfour de 1917, puis par l'institution de la Palestine mandataire en 1920, ce qui permet l'accroissement de l'immigration juive sur le territoire, et, peu après la fin de la Seconde Guerre mondiale, aboutit à la création de l'État d'Israël en 1948, dans le cadre de l'« État juif » défini par le plan de partage de la Palestine adopté par l'ONU en 1947.
Le sionisme est à la fois une idéologie,, et un mouvement nationaliste. L'idéologie du sionisme est constituée d'un large éventail d'idées, qui comprend non seulement l'aspiration à un territoire pour le peuple juif, mais aussi une quête morale et spirituelle.
Depuis la création de l'État d'Israël en 1948, le sionisme est un élément important de la vie politique en Israël, État que le mouvement continue de soutenir. Il participe notamment à l'accueil des immigrants et des réfugiés (Agence juive), aux programmes écologiques (Fonds national juif) et à des programmes d'aide sociale (Keren Hayesod).
Dès ses débuts, le sionisme suscite une opposition, y compris chez certains juifs socialistes ou assimilés. 

## Concept de peuple juif
Le sionisme, comme mouvement nationaliste et ethnique, s'inscrit dans une continuité de la lignée juive de l'ensemble de la Diaspora juive depuis l'Exil fondateur de l'an 70. Cette approche est par exemple soutenue par le concept de Birthright Israel permettant aux jeunes à travers le monde, de confession ou assimilés à la culture juive, âgés de 18 à 26 ans, de participer à un programme de découverte d'Israël.
Pour d'autres auteurs notamment du courant des nouveaux historiens israéliens, tel que Shlomo Sand, la dissémination des juifs dans le monde s'est effectuée progressivement, et par vagues de conversions, critiquant ainsi la présentation de l'ensemble des Juifs comme formant un peuple voire une nation, conception considérée comme un mythe nationaliste du « roman national » forgé dans le cadre du sionisme.

## Terminologie géographique

### Sionisme
Le terme « sionisme » apparaît pour la première fois en 1890 sous la plume de Nathan Birnbaum dans un article de la revue Allemande Selbstemanzipation! (en français, auto-émancipation). Il fait référence à l'idée traditionnelle du « retour à Sion », Sion désignant d'abord une colline de Jérusalem, le mont Sion, et par métonymie, Jérusalem et la terre d'Israël. 

### «Terre d'Israël»
La tradition biblique désigne sous le nom d'Eretz Israël (Terre d'Israël) la terre promise par Dieu aux Enfants d'Israël (« Israël » est le second nom de Jacob, fils d'Isaac, petit-fils d'Abraham) (voir Royaume d'Israël et Royaume de Juda), aussi appelés Israélites. Par extension, la Torah désigne sous ce nom la population supposée descendre d'Israël, désignée fréquemment comme Bnei Yisrael : « les fils d'Israël », ou les « Enfants d'Israël ». En 1050 av J.C. les Israélites fondent le royaume d'Israël en référence auquel fut choisi à l'époque contemporaine le nom de l'État d'Israël, créé en 1948.
Dans la Bible, « Terre d'Israël » fait référence à plusieurs concepts :
- un terme religieux et politique, car c'est la terre mentionnée dans le Livre de l'Exode 3:7-8 où les Israélites sont conduits à leur sortie d'Égypte ;
- un terme religieux et métaphysique, car certains passages de la Bible permettent une interprétation où la Terre d'Israël est perçue comme ayant un lien spécial avec le règne divin, comme dans le Livre de Daniel 2:44: « Dans le temps de ces rois, le Dieu des cieux suscitera un royaume qui ne sera jamais détruit, et ce royaume ne passera point à un autre peuple ; il brisera et anéantira tous ces royaumes-là, et lui-même subsistera éternellement. »

À partir du XXe siècle, la dimension politique du terme va progressivement prendre le dessus sur l'interprétation religieuse: c'est le territoire ancestral revendiqué pour la recréation de l'État juif.
Se pose alors la question du tracé de ce territoire. L'appartenance de la partie occidentale de la Jordanie à Eretz Israël a été débattue au sein du mouvement sioniste (voir le chapitre La scission des sionistes révisionnistes (1925-1935)).
Par principe, la plupart des tendances politiques du mouvement sioniste considèrent qu’Eretz Israël appartient de droit au peuple juif pour des raisons historiques et religieuses pour les sionistes religieux. Mais toutes les tendances du mouvement sioniste ne s'accordent pas sur l'étendue de ce que devrait être l’Eretz Israël moderne : certaines sont favorables à un certain degré de partage avec les Palestiniens, d'autres y sont hostiles.

### Palestine
Le terme de « Palestine » (Palaïstinê) apparaît pour la première fois sous la plume de l'historien grec Hérodote, au Ve siècle av. J.-C., en référence au peuple des Philistins, habitant la région côtière de la Méditerranée (de l'actuelle région de Tel-Aviv jusqu'à l'actuelle frontière égyptienne, en incluant la bande de Gaza). Sous la domination romaine, le terme a pris un sens plus large pour finalement englober toute la région.
À l'époque moderne avant la création d'Israël, le terme est utilisé dans les textes officiels pour désigner la région où un « foyer national juif » doit s'établir, comme dans la Déclaration Balfour ou dans le Mandat britannique sur la Palestine.
Dans l'article ci-dessous, le terme « Palestine » sera utilisé pour désigner le territoire entre la seconde révolte juive (vaincue en 135) et la proclamation d'Israël (en 1948). Le mouvement sioniste lui-même a utilisé les deux terminologies assez largement avant la création de l'État d'Israël en 1948.

### Utilisation des différentes terminologies
Les termes « Palestine » ou « Eretz Israël » pour désigner l'ensemble de la région postérieurement à la création d'Israël expriment des positions politiques ou idéologiques sur le conflit israélo-palestinien opposant les palestiniens aux sionistes.
De même, l'utilisation de l'expression « Judée-Samarie » en lieu et place de la terminologie internationale officielle « Cisjordanie » pour désigner les territoires à l'ouest du Jourdain traduit une volonté de s'inscrire dans un contexte de sionisme religieux faisant référence à l'histoire antique.
Dans la partie de cet article traitant de l’époque postérieure à la création d'Israël, on parlera généralement d'« Israël », de la « Cisjordanie », de « Jérusalem-Est » et de la « bande de Gaza », termes les plus utilisés en français et reconnus par l'ONU.

## Liste des courants sionistes auxXIXeetXXesiècles

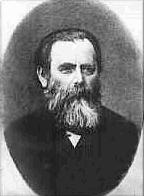
Léon Pinsker, auteur de la brochure Auto-émancipation et l'un des chefs de l'organisation des Amants de Sion.

- Sionisme pratique de Moïse Lilienblum et Léon Pinsker : organisation des Amants de Sion (1881) ;
- Sionisme politique de Theodor Herzl et Max Nordau : Organisation sioniste mondiale (1897) ;
- Sionisme culturel de Ahad Ha'Am ;
- Sionisme synthétique de Chaim Weizmann, Aryé-Yéhouda-Léo Motzkin et Nahum Sokolow ;
- Sionisme travailliste de Nahman Sirkin, Dov-Ber Borochov, Haïm Arlozoroff et Berl Katznelson ;
- Sionisme révisionniste de Vladimir Jabotinsky puis Begin ;
- Sionisme révolutionnaire de Avraham Stern, Israël Eldad et Uri Zvi Greenberg ;
- Sionisme religieux de Abraham Isaac Kook et Yitzchak Yaacov Reines.

Le sionisme chrétien est un courant du christianisme évangélique, à visée eschatologique. Il apparait en Angleterre et se développe aux États-Unis, particulièrement au long du XXe siècle.

## Sionisme avant Theodor Herzl

### Origines européennes
Le mouvement sioniste moderne nait au XIXe siècle parmi les Juifs d'Europe centrale et orientale en réaction à la montée de l'antisémitisme et dans le prolongement des mouvements nationalistes en Europe (Polonais, Tchèques, Hongrois, etc.). En Europe occidentale, le choc causé par l'affaire Dreyfus compte parmi les motifs du lancement du congrès sioniste par Theodor Herzl.
Bien qu'ayant des caractères spécifiques du fait de la dispersion des Juifs, ce mouvement est contemporain de l' affirmation d'autres nationalismes en Europe. Dès 1840, Moses Hess, penseur allemand proche de Karl Marx, pense une indépendance juive et annonce en 1862 que « la renaissance de l'Italie annonce la résurrection de la Judée. » Peu de temps après, à la suite du rapport de Charles Netter sur la Situation des Israélites d'Orient, l'Alliance israélite universelle ouvre en 1870 la première implantation juive moderne en Palestine, une école agricole, Mikvé-Israël, près de Jaffa.
Le sionisme s'appuie sur le lien qu'entretient le peuple juif avec la Terre d'Israël par la pratique religieuse au cours de l'exil ainsi que sur l'idéalisme d'une renaissance de la patrie juive, à des fins messianiques. Le nationalisme juif apparaît comme une réponse face aux problématiques rencontrées par la Haskalah et est théorisé comme la concrétisation d'une utopie socialiste (Hess), comme une nécessité de survie face aux préjudices sociaux par l'affirmation de l'autodétermination (Pinsker), comme accomplissement des droits individuels et des libertés (Nordau), comme la fondation d'un humanisme hébreu (Buber) ou encore comme un moyen d'exercer le véritable esprit du judaïsme (Ahad Ha'Am). Les Amants de Sion s'unissent en 1884 et en 1897 est organisé le premier congrès sioniste.

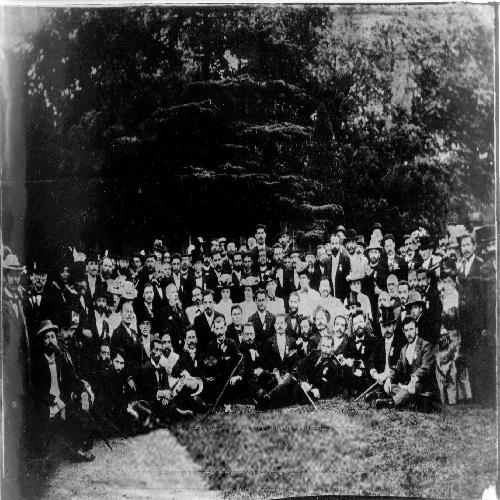
Les délégués participant au IVe Congrès sioniste à Londres, Angleterre, 1900.

Le mouvement sioniste est généralement perçu comme une idéologie nationaliste ou bien émancipateur d'une minorité en diaspora,.
Sous la pression de l’antisémitisme européen et sous l’influence des idéologies nationalistes et d'indépendance nationale, une partie de la population juive européenne (surtout en Europe centrale et orientale) transforme à la fin du XIXe siècle ce désir religieux en un projet politique : le sionisme, fondé sur le sentiment national juif. Les premières organisations (Amants de Sion) apparaissent en 1881. À partir de 1882, le baron français Edmond de Rothschild achète de la terre en Palestine ottomane et finance le premier établissement à Rishon LeZion. L'Organisation sioniste mondiale est créée en 1897 sous l'impulsion de Theodor Herzl.

### Rôle de l'eschatologie juive
Au cours de l'Antiquité, les populations juives se sont largement dispersées, d'abord autour de la Méditerranée et au Moyen-Orient, puis en Europe.
Mais indépendamment des origines géographiques des communautés, les Juifs ont toujours affirmé leur nostalgie de Jérusalem comme dans le psaume 137 composé lors du premier exil à Babylone au VIe siècle av. J.-C. :

« Si je t’oublie jamais, Jérusalem, que ma droite me refuse son service ! Que ma langue s’attache à mon palais, si je ne me souviens toujours de toi, si je ne place Jérusalem au sommet de toutes mes joies ! »

Depuis la destruction du Temple en 70, à la suite de la première guerre judéo-romaine de 66-73, les Juifs expriment le désir de se rassembler en « Eretz Israel ». Tous les ans durant la fête de Pessa'h, le souhait L'an prochain à Jérusalem (en hébreu : לשנה הבאה בירושלים, "L'shana haba'a birushalayim") est prononcé, et des groupes de Juifs religieux « montent » régulièrement en Terre sainte depuis l'Antiquité, surtout vers les villes saintes de Safed, Tibériade, Hébron et Jérusalem. Safed, en particulier, devient le refuge de nombreux érudits après l'expulsion des Juifs d'Espagne en 1492 et l'un des centres de la Kabbale et de la Halakha, recueillant Moïse Cordovero, Isaac Louria et Joseph Karo, auteur du Choulhan Aroukh. L'eschatologie juive affirme aussi la venue d'un messie qui ramènera les Juifs sur leur terre. Ainsi pour Maïmonide : « Les Temps messianiques auront lieu lorsque les Juifs regagneront leur indépendance et retourneront tous en terre d'Israël ».

### Précurseurs protestants (XVIIe–XIXesiècles)
Après la chute de l'Empire byzantin en 1453 et l'expulsion des juifs de Castille et d'Aragon (1492), puis du Portugal (1497), de nombreux Juifs se rendent en Terre Sainte. 
Au XVIIe siècle, le kabbaliste d'Izmir Sabbataï Tsevi (1626–1676) se proclame Messie en 1648, à l'âge de 22 ans. Il s'appuie sur des révélations personnelles qui l'ont convaincu qu'il doit sauver le peuple juif. Il s'installe dans un premier temps à Thessalonique, ville de l'Empire ottoman pourvue d'une importante communauté juive. Après en avoir été expulsé par les autorités rabbiniques de la ville, il entreprend de fonder une communauté à Jérusalem, notamment avec l'aide de son mécène Nathan de Gaza. Après quelques années d'errances et quelques passages en prison, Tsevi finit par se convertir à l'islam en 1666. Mais ses prédications ne disparaissent pas totalement. C'est le souvenir de cette entreprise qui explique la résurgence du mouvement au XVIIIe siècle en Europe de l'est siècle sous la conduite d'un nouveau messie autoproclamé : Jacob Frank (1726-1791).
Au XVIIIe et au début du XIXe siècle, l'émigration a de milliers d'adeptes de différents rabbins kabbalistes et hassidiques, notamment les disciples du « Gaon de Vilna », Eliyahou ben Shlomo Zalman (1720-1796), et du « Hatam Sofer », Moché Schreiber (1762-1839), fait croître la population juive dans les quatre villes saintes du judaïsme : Jérusalem, Tibériade, Hébron et Safed.

### Mouvement des Amants de Sion (1882-1895)
Des organisations sionistes s'organisent pour favoriser « le retour du peuple juif sur sa terre ». Le mouvement des Amants de Sion œuvre à cette fin à travers l'achat de terres et le travail agricole par des immigrants juifs.
La « Première Aliyah » se déroule durant la fin du XIXe siècle et voit l'immigration de réfugiés juifs d'Europe de l'Est et du Yémen, vers la terre d'Israël.

## De Theodor Herzl à la défaite de l'Empire ottoman (1895-1920)

### Du vivant de Herzl (1895-1904)

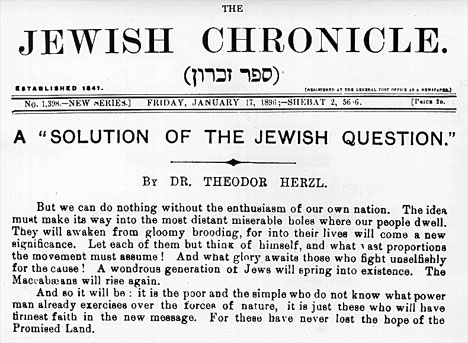
Article de T. Herzl dans le Jewish Chronicle où il évoque la Terre promise pour tenter de résoudre la « question juive » (17 janvier 1896).

Theodor Herzl publie un livre dans lequel il définit l'objet du mouvement sioniste par son titre : L'État des Juifs : essai d'une solution moderne de la question juive, et par ses premiers mots : « L’idée que je présente dans cet écrit est très ancienne. C’est celle de la création d’un État pour les Juifs. ».
Mais cette « idée » est exposée de façon concrète. Juste après les « Généralités », son second chapitre : « La Jewish company », détaille les sections suivantes : Affaires immobilières – Achat de la terre – Les constructions – Habitations ouvrières – Ouvriers non qualifiés – Journée de 7 heures, etc..

### Premier congrès sioniste (Bâle, 1897)
Dès le premier Congrès est adopté le Programme de Bâle énonçant que « Le but du sionisme est la création pour le peuple juif d'un foyer en Palestine garanti en droit public », et précisant quatre activités pour atteindre ce but :
- encourager l'installation en Palestine d'agriculteurs et d'artisans juifs ;
- mobiliser et unir les communautés juives au moyens d'organisations locales et internationales ;
- renforcer le sentiment national juif ;
- entreprendre les démarches pour obtenir le consentement des gouvernants aux buts du sionisme[30].

Le tableau de la misère juive est actualisé à chaque Congrès ; remédier à cette misère est une motivation centrale.
La détresse des Juifs est comprise par Herzl comme étant la force active fondamentale de son projet. Son idée-force est « la récupération des épaves que sont les Juifs persécutés. »

### Congrès sionistes de 1898 à 1919

Bannière du
1er Congrès sioniste.

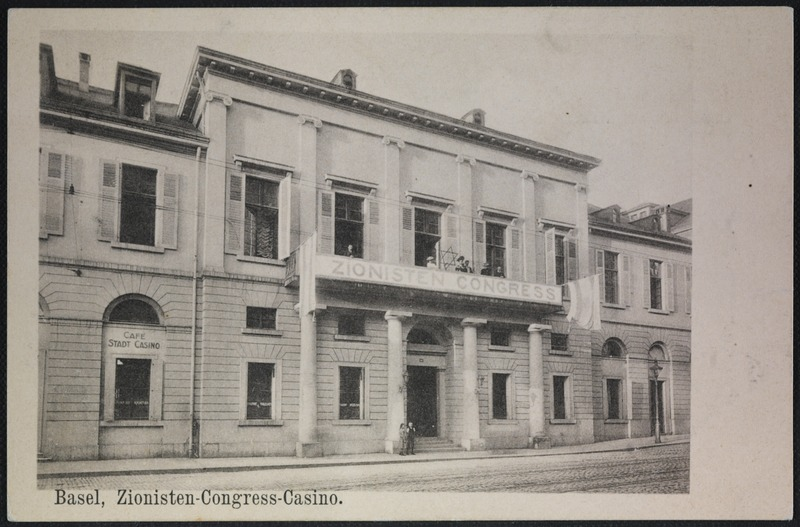
Casino de Bâle, 1er Congrès.

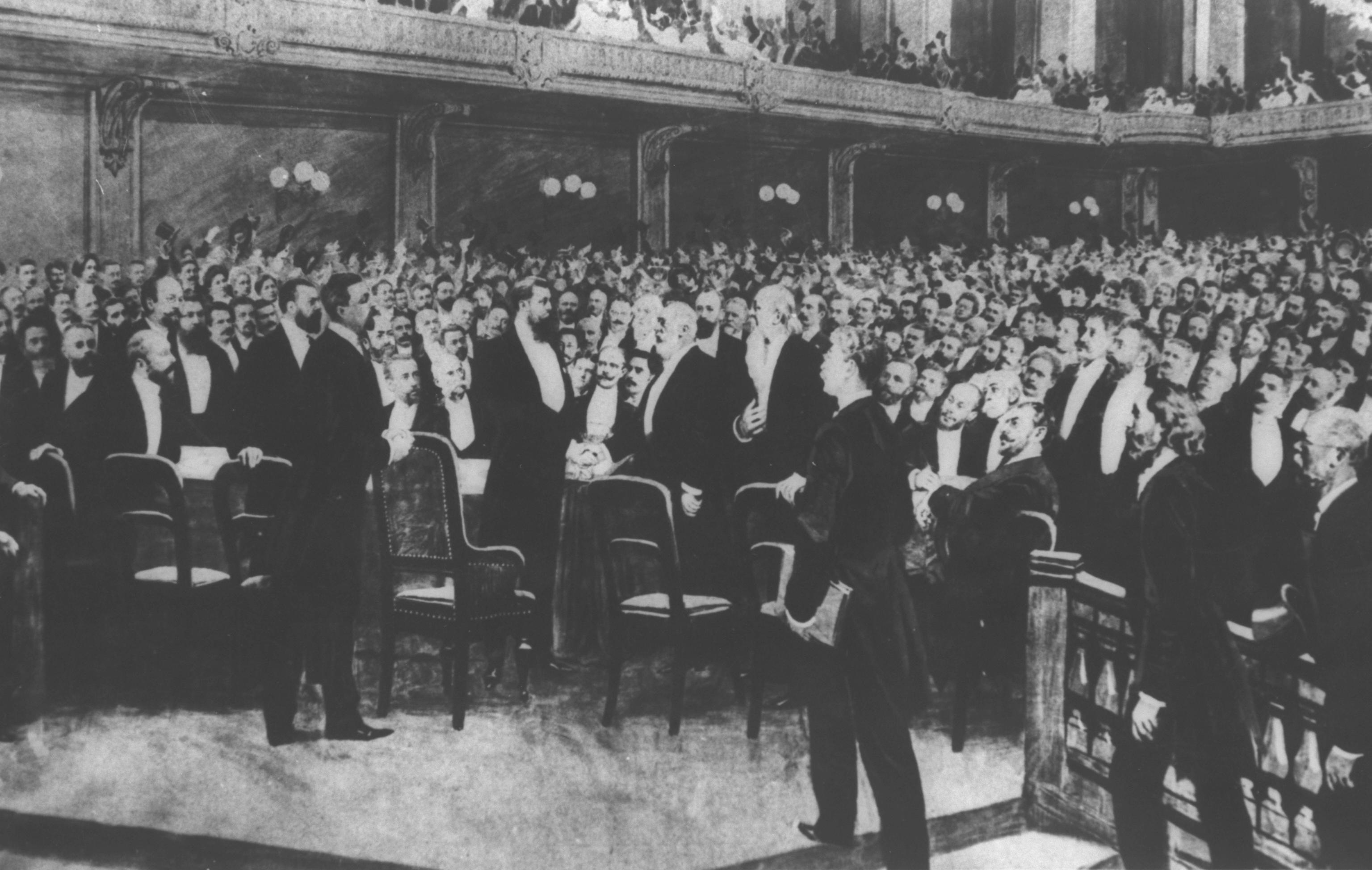
Délégués au 1er Congrès sioniste, août 1897.

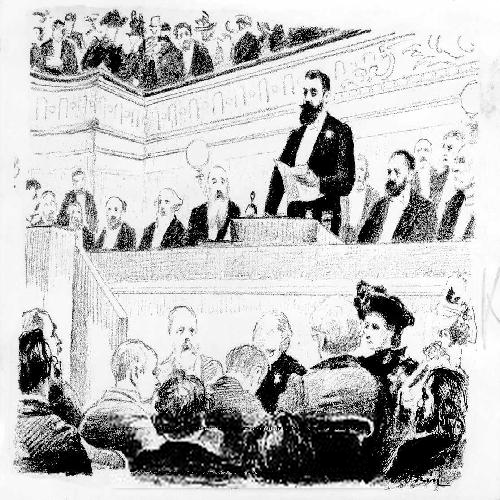
Scène lors de l'inauguration du second Congrès de 1898 à Bâle.

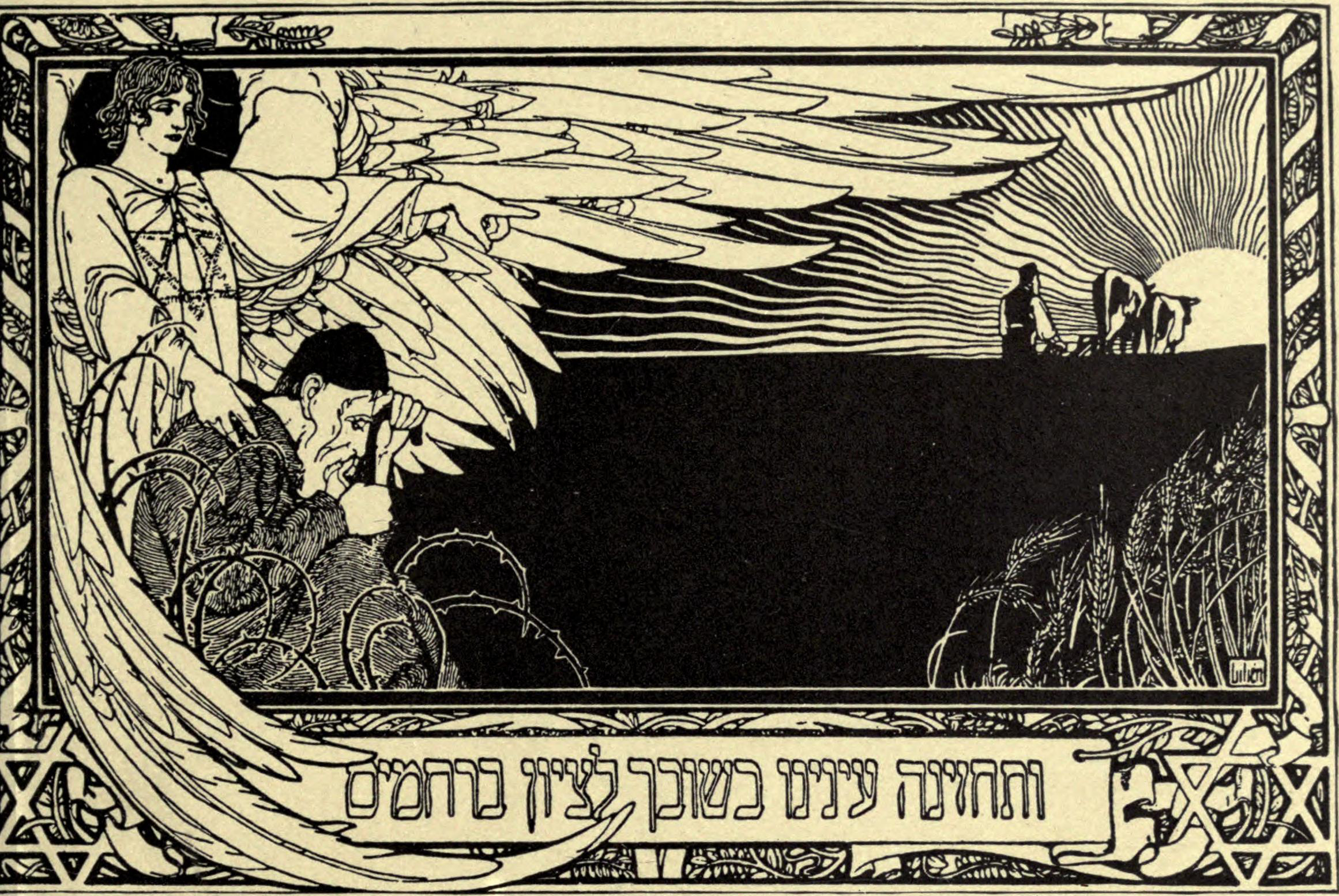
« Puissent nos yeux voir votre retour dans la miséricorde à Sion » (gravure d'Éphraïm Moshe Lilien pour le 5e Congrès à Bâle en 1901).

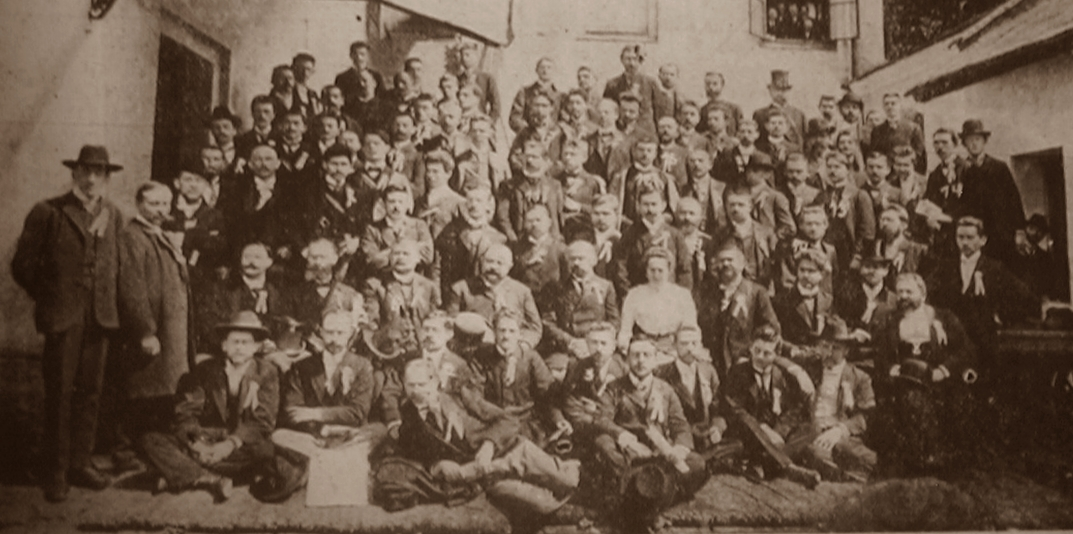
Congrès des sionistes austro-hongrois à Bielitz en 1902.

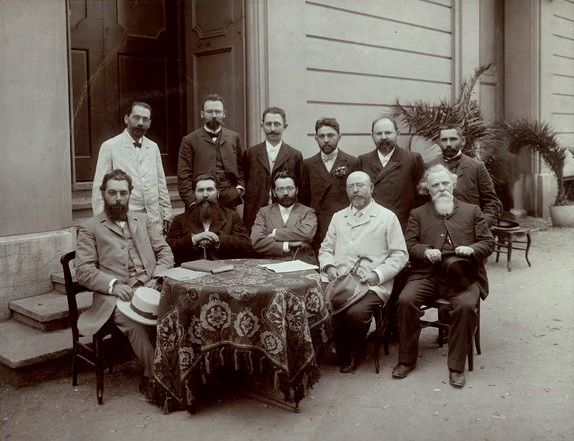
Sionistes russes au 7e Congrès en 1905 à Bâle.

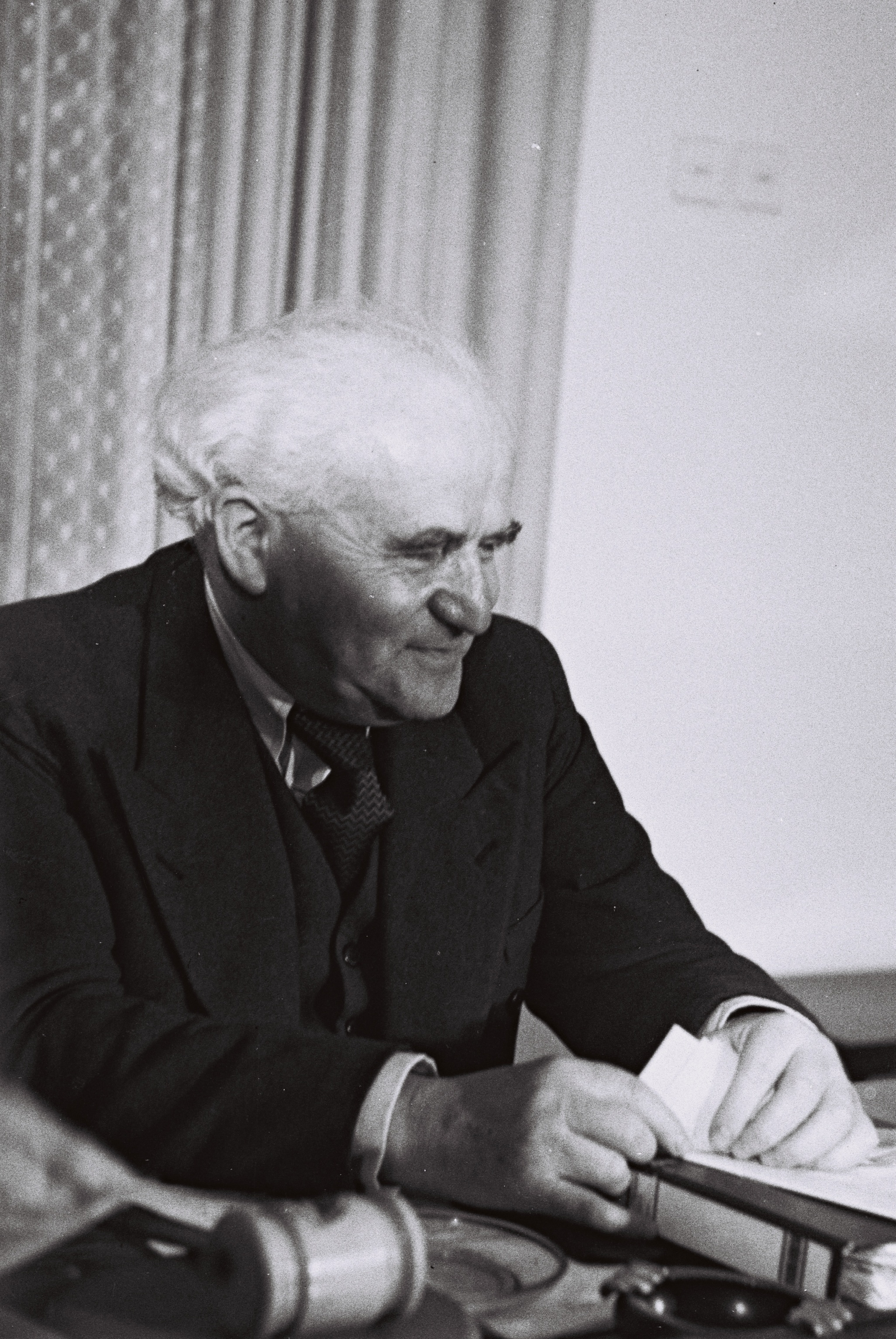
David Ben Gourion. Successivement chef du syndicat Histadrout, directeur de l'exécutif sioniste en Palestine, Premier ministre d'Israël.

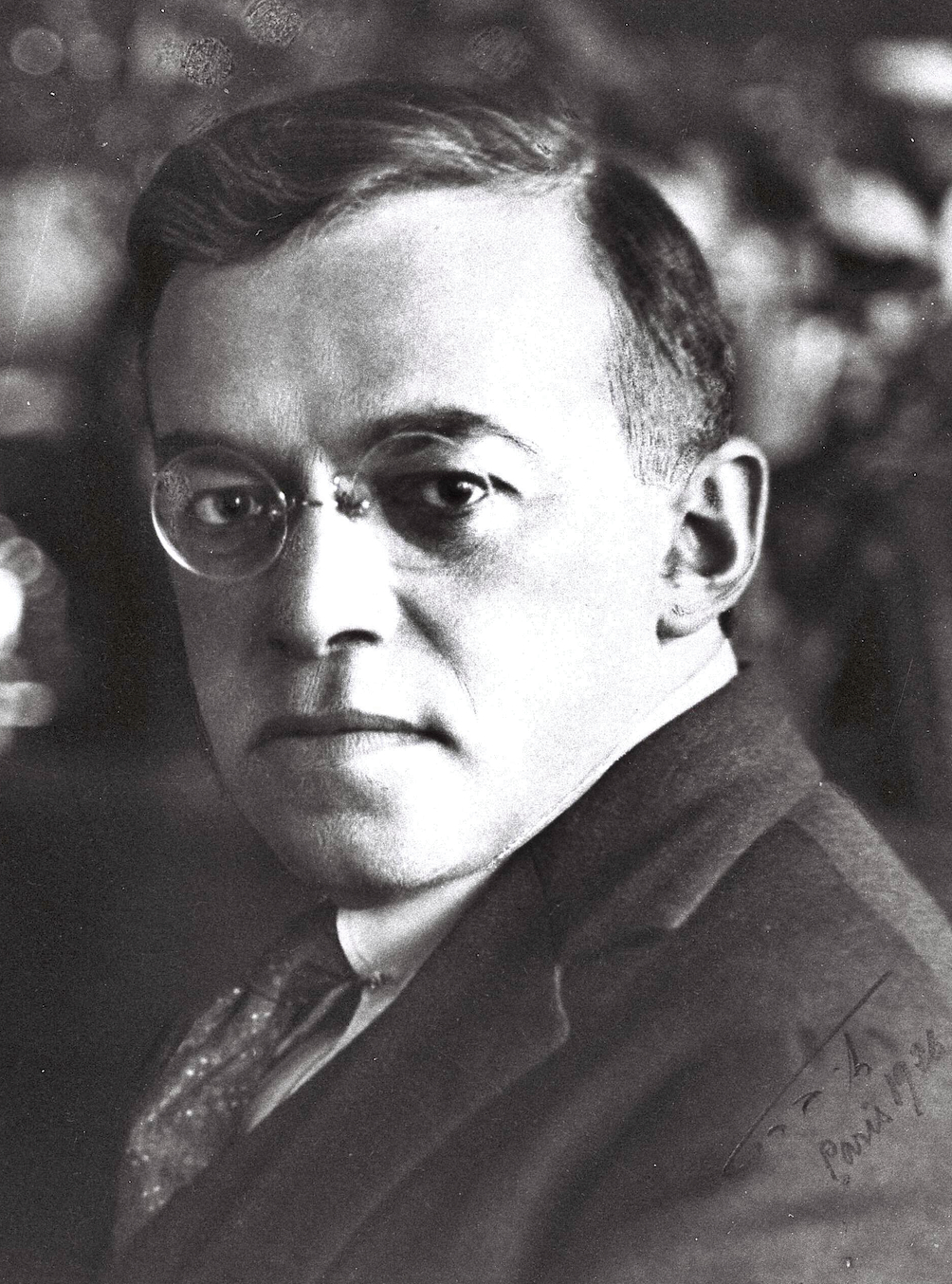
Zeev Vladimir Jabotinsky.

Les Congrès sionistes forment l'assemblée nationale des Juifs du monde voulant recréer leur État.
L'organisation est fédéraliste, non centralisée, témoigne d'une attitude libérale en vue d'agréger des courants disparates, ouverte à la multiplicité des opinions et sensibilités des participants venus de pays très différents. Est encouragée la création de nombreuses associations sionistes dans les divers pays, chacune adhérant au mouvement mondial. Des rabbins aussi participent.

### Choix de la terre d'Israël
« Aucun Juif n'a le droit de renoncer au droit de la Nation juive à la Terre d'Israël. […] Même l'ensemble du peuple juif vivant aujourd'hui n'a pas autorité pour renoncer à aucune partie de la terre. Ce droit appartient à la nation juive en toutes ses générations – droit auquel on ne saurait renoncer en aucune circonstance. »

Ce thème est récurrent. Il exerce la plus forte attraction. Aucune autre terre ne parvient à autant de mobilisation. Lorsque Herzl transmet au Congrès de 1903 une proposition britannique d'immigration en "Ouganda" (en fait actuel Kenya) , le tollé est général, il a peine à faire accepter ne fut-ce que l'envoi en Afrique d'une commission d'enquête. Plus tard, en dépit de la gravité des pogroms et de l'urgence humanitaire, le courant dit de « sionisme territorialiste », qui pousse à accepter un territoire quelconque, est aussi l'objet d'un vif rejet.
Cette idée est si forte qu'après plus d'un siècle, cette affaire dite « de l’Ouganda » reste souvent évoquée, quoique Herzl n'aurait vraisemblablement demandé de voter en faveur de l'envoi de trois représentants que « pour garder une ligne de communication ouverte » avec le gouvernement britannique ; son journal juste après le 6e congrès le suggère.

### Débuts de la réimplantation juive en Palestine ottomane
Ceci est la priorité du courant dit sionisme pratique. Il se décline en divers modes. Parmi les Amants de Sion, qui poussent à l'émigration en Palestine dès 1882, beaucoup avec Moïse Lilienblum s’accommodent des initiatives diplomatiques de Herzl et adhèrent à son mouvement. Par contre, une faction démocratique s'y oppose à partir de 1901, quand Herzl après six ans paraît n'avoir rien obtenu de décisif des Grandes puissances ; animée par le jeune Chaim Weizmann et Léo Motzkin, cette faction exige « un programme de peuplement concret de la Palestine » et se veut moderne au point de s'opposer à Herzl,. Puis, il y a les Juifs de l'empire russe qui, ardents sionistes et travailleurs, émigrent sans bruit en Palestine, comme Ben Gourion en 1906. 
Le mouvement sioniste répertorie ainsi six grandes vagues d'immigration avant la création de l'État d'Israël, entre 1881 et 1948.
À partir de 1901, des militants de l'empire russe passent en Palestine. Ils y développent « un sionisme du muscle et de l'agriculture », comme à Sejera à partir de 1907. La ville de Tel Aviv est notamment fondée en 1909, à côté de la cité antique de Jaffa. Souvent marxistes, socialistes ou communistes, et révolutionnaires, ces immigrants supportent toutes les épreuves physiques, créent des partis politiques rivaux, les premiers kibboutz et syndicats (Hapoel Hatzair, Ahdut HaAvoda), et l'auto-défense. Des idéologies protéiformes de ce « sionisme socialiste » ou « sionisme ouvrier », plus tard appelé « sionisme travailliste », qui impose dans le Yishouv vers 1930 le quasi-monopole du syndicat Histadrout et prend le pouvoir au sein de l'Organisation sioniste en 1933.

### Recherche d'une légitimité internationale
La recherche d'un droit garanti internationalement est la priorité du courant dit « sionisme politique », et la caractéristique du sionisme proprement dit, depuis Herzl (voir ci-dessus) jusqu'à nos jours.
Parfois mise en cause par des courants visant l'action pratique immédiate, cette idée finit par s'imposer. Ainsi, Chaim Weizmann, qui jeune, en 1901-1905, dénigre les tentatives diplomatiques de Herzl, sera celui qui ensuite s'avèrera le plus aimablement diplomate et qui, entre 1917 et 1920, obtiendra les premières reconnaissances internationales : Déclaration Balfour de 1917, Conférence de San Remo (1920), Traité de Sèvres (1920).
L'idée qu'il est impossible de recréer un État où des Juifs seraient majoritaires sans l'aval de Grandes Puissances, et la conviction qu'il est possible d'emporter leur adhésion par la diplomatie, sont les caractéristiques de Theodor Herzl. Cette idée et cette conviction distinguent son mouvement des autres tentatives de retour en Israël, mais ne sont pas sans précédent comme avec Joseph Nassi au xvie siècle, qui tenta la réinstallation pratique des Juifs dans la région dont il était gouverneur, avant de tomber en disgrâce.
Obtenir un droit garanti internationalement est la priorité de Herzl, comme du philosophe Max Nordau. Ils sont convaincus que, sans aval de grands États, toute immigration finira par un échec : « Des expériences de colonisation juive remarquables ont déjà été tentées [en Palestine et Argentine], selon le faux principe de l'infiltration par vagues successives. L'infiltration aboutit toujours à une faillite car, immanquablement, le moment arrive où, sous la pression des populations qui se sentent menacées, le gouvernement met un terme à l'afflux des Juifs ».

### Constitution d'une culture commune
Le courant dit du « sionisme culturel » ou « sionisme spirituel » ou « sionisme idéaliste » travaille à la renaissance d’une culture nationale juive. Initié par Ahad Haam, soutenu par Martin Buber, il affirme que la Terre, le rassemblement des Juifs et l'État ne sont rien sans une régénération « des éléments constitutifs de l'âme vivante de la nation depuis des millénaires ». Ahad Haam veut « permettre à l'esprit juif de s'éployer à nouveau (en) une culture hébraïque ressuscitée ». S'il s'oppose souvent au sionisme politique, du moins sa démarche rallie au sionisme de nombreux Juifs à cause de « l'imbrication, organique dans l'idée sioniste, de la renaissance culturelle et de la résurrection nationale ». Ainsi en France, la revue sioniste « Menorah » (1922-1933) valorise la vie culturelle juive et la richesse de son histoire pour encourager la « fierté nationale ». Aujourd'hui encore l'enseignement d'Ahad Haam reste porteur d'une exigence de renouvellement des idéaux juifs propres à compenser le matérialisme de l'Israël moderne,.

### Revitalisation de la langue hébraïque
Le renouveau de la langue hébraïque en Europe à partir des années 1860, en Europe orientale surtout, précède mais aussi rend possible le mouvement sioniste. Les chants composés en hébreu, repris en chœur lors des soirées et fêtes, sont alors les premiers à insuffler un esprit palestinien pionnier. Même l'Alliance israélite universelle, qui enseigne le français, voit ses professeurs venus de pays différents s'exprimer et communiquer entre eux en hébreu. En retour le mouvement sioniste encourage le renouveau de la langue et honore son grand promoteur, le philologue Éliézer Ben-Yehoudah, qui regardait l'hébreu et le sionisme comme une unité symbiotique,,,
L'hébreu sera par la suite adopté par le mouvement.

### L'esprit de synthèse

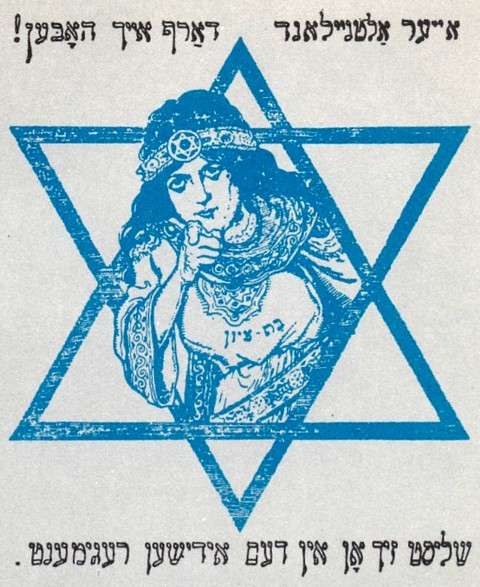
Affiche américaine de recrutement juif pendant la Première Guerre mondiale. Fille de Sion (représentant le peuple juif) : « Votre Ancienne Nouvelle Terre doit vous avoir ! Rejoignez le régiment juif. »

L'esprit rassembleur de Herzl, et sa capacité à apaiser les discordes, caractérisent le mouvement dès son origine. Après l'éclatement de l'Organisation qui suit sa mort en 1904, cette qualité s'inscrit dans le nom des courants dominants : « sionisme synthétique », « sionisme général ». Weizmann, assagi, en est alors le maître et son art d'être aimable avec tous ressoude l'Organisation. « Herzl faisait de l'alchimie politique », Weizmann était chimiste et voyait dans la politique sioniste l'art du possible. Et c'est lui qui obtient la Déclaration Balfour et les décisions de la Conférence de San Remo – les premiers achèvements diplomatiques du sionisme politique que ce même Weizmann avait décrié douze ans plus tôt.

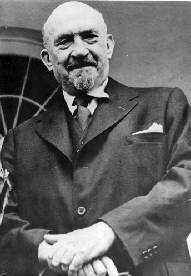
Haïm Weizmann.

Plus tard, lorsque Chaim Weizmann perd la direction du mouvement parce que son excessive souplesse lui faisait pactiser avec des éléments opposés à la création d'un État juif, Ben Gourion à son tour s'impose parce qu'il parvient à réaliser l'union, en dépit des luttes entre socialistes et capitalistes, ou entre traditionalistes et modernistes,.
L'esprit de synthèse est encore celui du Grand-rabbin Abraham Kook qui rapproche les juifs orthodoxes du sionisme en montrant « le caractère complémentaire des trois forces principales qui luttent à l’intérieur de la société d’Israël : l’orthodoxie religieuse, le nationalisme et l’humanisme socialisant ».
Un même esprit anime un philanthrope comme Edmond de Rothschild : opposé aux initiatives de Herzl en 1896, il se rapproche de Weizmann, en 1914 : « Sans moi les Sionistes n'auraient rien pu faire, mais sans les Sionistes mon travail serait mort » ; Rothschild agit alors pour que les juifs assimilationistes français modèrent leur critique des sionistes. De même, les leaders du mouvement peuvent avoir des positions opposées qui s'avèrent complémentaires : ainsi Jabotinsky et Weizmann sont amis, le second reprochant seulement au premier de dire haut ce qu'ils pensaient ; et Ben Gourion, qui officiellement condamnait le courant de Jabotinsky, était plus proche de ses idées militaires que de celles des pacifistes de son propre parti.

## Dans le foyer national juif de Palestine mandataire (1919-1947)

### Événements historiques
Le mouvement sioniste se voit attribuer un « Foyer national juif » en Palestine, par la déclaration Balfour (1917), la conférence de San Remo (1920) et le mandat de la Société des Nations (1922), contre l’avis du Grand mufti de Jérusalem Husseini et ses fidèles. La région est délimitée et placée sous un mandat britannique : on parlera pour cette période de « Palestine mandataire », tandis que le mouvement sioniste préfère l'appellation juive « Eretz Israel ». Voir aussi le chapitre de Histoire du sionisme : le mandat de la SDN.
De 1918 à 1948, au cours de la troisième Alya, la population juive en Palestine mandataire passe de 83 000 personnes à 650 000. La croissance est due à une forte natalité, mais surtout à une forte immigration due aux troubles politiques de l'Europe de l'entre-deux-guerres, ainsi qu'à la montée de l’antisémitisme en Europe centrale et orientale dès les années 1920. Cet antisémitisme culminera avec la Shoah. Pendant cette période, l'Agence juive favorise l'immigration juive par tous les moyens : en 1933, elle passe un accord avec le régime nazi(accord Haavara) pour rendre possible, moyennant finances, l'émigration des réfugiés Juifs allemands. Dès la seconde moitié des années 1930, après les restrictions sur les certificats d'immigration délivrés par les Britanniques, elle organise l'immigration clandestine, l'Aliyah Bet.
Durant la même période, le nationalisme arabe palestinien, alors panarabe, se développe et s'oppose au mouvement sioniste, à toute immigration juive [réf. nécessaire] et au maintien du mandat britannique.
Après la grande révolte de 1936-1939, la Grande-Bretagne publie un Livre blanc et les attaques de bandes armées arabes s'intensifient, face auxquels le yishouv doit faire face par la Haganah (la défense), la résurgence d'une lutte armée et à l'activisme d'organisations sionistes. À travers le Mouvement de Rébellion hébraïque, l'Irgoun ira jusqu'à mener des actions de sabotage et des attentats comme celui contre l'hôtel King David faisant 91 victimes, dont des Juifs. Les Britanniques décident en février 1947 de remettre leur mandat à l'Organisation des Nations unies.

### Sionisme révisionniste
Après la publication des Livres blancs britanniques, le dirigeant du Parti révisionniste Vladimir Jabotinsky se donne pour objectif la création d'un État indépendant à majorité juive, y compris sur la rive gauche du Jourdain, qui avait été cédée aux hachémites pour la formation de la Transjordanie,.
Au lieu de simples groupes d'autodéfense (Hachomer), il raisonne en termes de Légion juive et d'héroïsme (le nom de sa première légion, le Bétar, est l'acronyme du héros Joseph Trumpeldor ainsi que le nom de la dernière forteresse juive tombée aux mains des Romains lors de la révolte juive des années 132-135). Il développe une sorte de « messianisme national » qui place la force au cœur de la politique et en fait une école de discipline, mais sans besoin de culte du chef ni même d'une sympathie pour le fascisme, accusation infondée fomentée par ses détracteurs et des adversaires du sionisme « car l'Italie qu'il admire est celle de Garibaldi et de Mazzini et non celle de Mussolini ».
Ce courant révisionniste est en fait libéral. Il s'oppose aux tendances socialistes dirigistes qui dominent l'économie sioniste entre 1927 et 1977, et de fait ce sera son héritier, le premier gouvernement Likoud (1977-1980), qui commencera le démantèlement de l'économie syndicale socialiste d'Israël. Mais il est aussi libéral sur le plan politique.

### Question de l'autodéfense

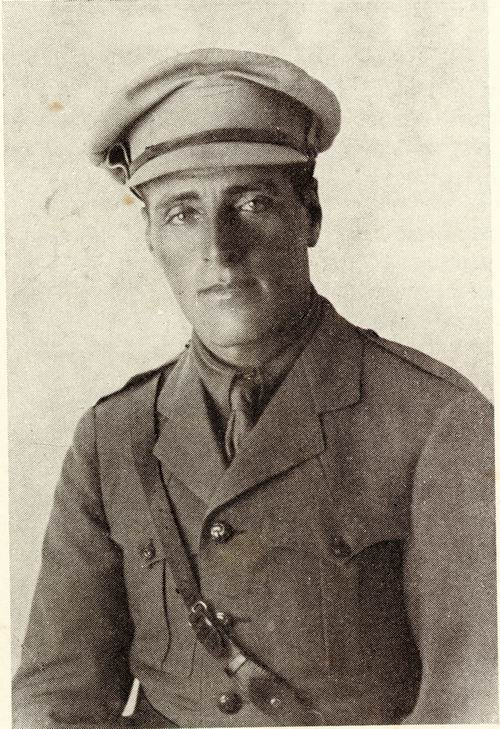
Joseph Trumpeldor

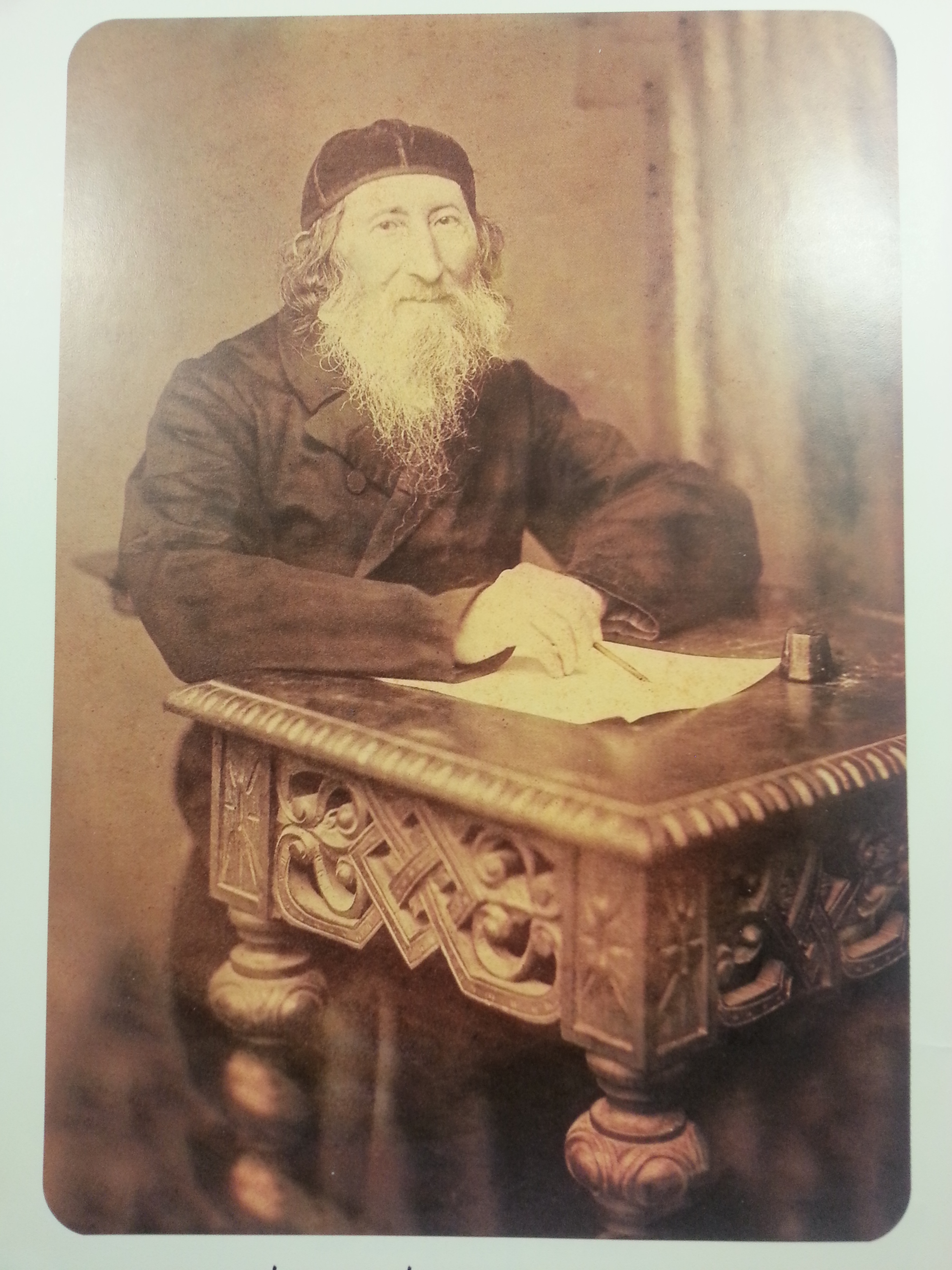
Tzvi Hirsh Kalisher, avant 1874. C'est l'un des premiers rabbins à prôner le retour des Juifs en terre d’Israël.

Dès 1862, le rabbin Tzvi Hirsh Kalisher prévoit une force de défense face aux Bédouins et aux Arabes. L'autodéfense commence en Russie avec les pogroms de 1881, et pour la Palestine Herzl la dit indispensable, même le baron Edmond de Rothschild y souscrit,. En 132-135, le chef de la révolte des Juifs contre Rome, Bar Kokhba devint un héros sioniste, et la première génération des pionniers fut assimilée aux Maccabées de l'Antiquité. L'hostilité arabe à la colonisation commandent ainsi l'organisation d'une auto-défense, laquelle finit par devenir offensive, même à l'initiative britannique (Special Night Squads). Enfin des groupes de défense promeuvent les valeurs combattantes comme le courage, la fierté et l'honneur : « Dans le feu et le sang, Juda est tombé ; dans le feu et le sang, Juda se relèvera ».
L'organisation d'une auto-défense est rendue nécessaire par les attaques subies par les établissements juifs. Le sioniste révisionniste Zeev Jabotinsky souhaite mettre un terme à « l'hypocrisie » et au « bavardage » : lui reconnaît le nationalisme arabe, n'en dissimule pas la force et en tire les conséquences, notamment dans son célèbre article Le mur de fer :

« Il est au delà de tout espoir et de tout rêve que les Arabes de la terre d'Israël arrivent volontairement à un accord avec nous, maintenant ou dans un futur prévisible. […] Il n'y a pas le plus mince espoir d'avoir l'accord des Arabes de la terre d'Israël pour que la Palestine devienne un pays avec une majorité juive. […] Notre colonisation ne peut, par conséquent, continuer à se développer que sous la protection d'une force indépendante de la population locale, un mur de fer infranchissable. […] Ensuite seulement les Arabes modérés offriront des suggestions pour des compromis sur des questions pratiques telles qu'une garantie contre l'expulsion, ou l'égalité ou l'autonomie nationale. »

Cependant, cette position ferme, en vue de permettre l'immigration et d'atteindre une majorité, n'implique pas volonté de chasser les Arabes. Jabotinski l'exprime en termes nets : « Je suis prêt à jurer, pour nous et nos descendants, que nous ne détruirons jamais cette égalité [de toutes les nations] et que nous ne tenterons jamais d’expulser ou d’opprimer les Arabes ».
Après les massacres arabes de 1929, dont le massacre de Hébron, une idéologie plus agressive au sein de milices juives irrégulières, dissidentes de l'organisation d'autodéfense Haganah (ainsi l’Irgoun, puis, plus violent, le Lehi), n'hésitant pas à pratiquer à partir de la révolte arabe de 1936-1939 la loi du talion, rendant coup pour coup, y compris lors d'actes de terrorisme.
L'idéologie militaire de ces factions s'avèrent efficace à partir de février 1944 lors de la guerre contre les forces britanniques qui s'opposaient à l'immigration juive en dépit de la Shoah hitlérienne en cours. Surtout en 1945-1946 avec souvent l'aval de la Haganah, leurs actes spectaculaires contre les Britanniques (évasion de la prison d'Acre) et même leurs excès (attentat de l'hôtel King David, exécution par pendaison de deux sergents britanniques en représailles à la pendaison de trois des leurs) contribuent à la décision de Londres d'abandonner son mandat sur la Palestine.

### La Seconde Guerre mondiale et ses suites (1939-1947)

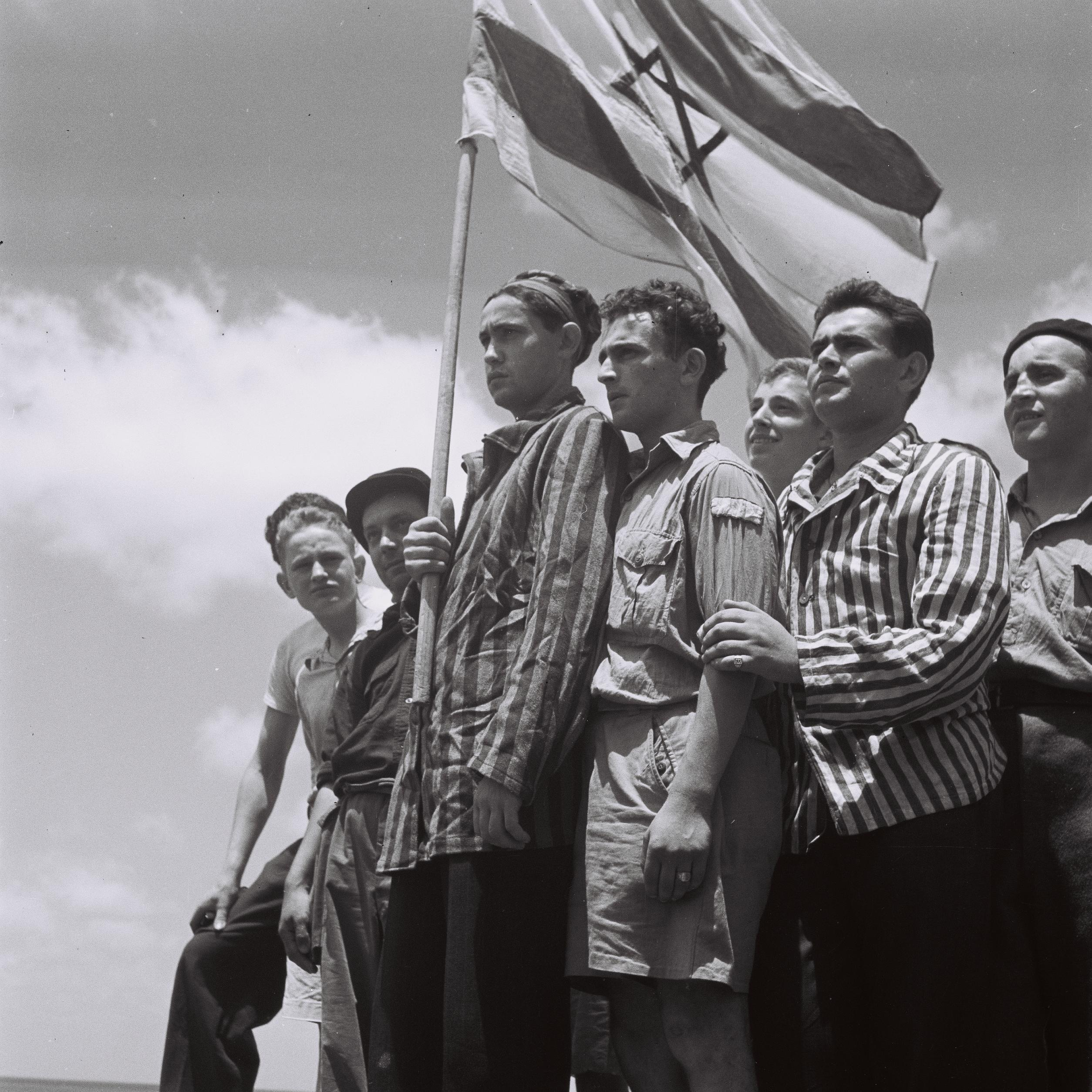
Survivants du camp de Buchenwald, arrivant à Haïfa en 1945, avant leurs arrestations par les Britanniques

## Depuis la création de l'État d'Israël (1948)

### Contexte historique (1947-1949)
En novembre 1947, l’ONU propose un plan de partage de la Palestine entre un État juif et un État arabe tandis que Jérusalem serait un corpus separatum sous administration internationale. Le plan est accueilli avec allégresse par l'Agence juive et le Yichouv mais il est rejeté par les représentants des Arabes palestiniens, par les États arabes. Le vote est suivi de violences. L'État d'Israël est proclamé le 14 mai 1948, dernier jour du mandat. La Ligue arabe déclare l'état de guerre, et la Transjordanie, l'Égypte, la Syrie et l'Irak envahissent le territoire. En 1949, Israël signe des cessez-le-feu qui mettent fin à la guerre.

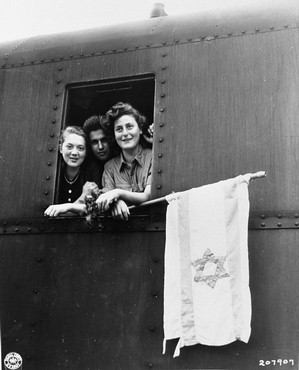
Des rescapées de la Shoah brandissent un drapeau de l'État Juif

### Immigration juive en Israël depuis 1948
En 1948, Israël compte 650 000 Juifs. Dans les trois années qui suivent, sa population double à la suite de l'accueil notamment de près de 200 000 personnes déplacées, réfugiés de la Seconde Guerre mondiale et de plusieurs centaines de milliers de Juifs du monde arabe. Fin des années 1990, elle voit l'afflux de nombreux Russes qui forment aujourd'hui la plus grande communauté du pays. En 2019, la population atteint 9 092 000 habitants, dont 1,91 million d'Arabes (21 %). C'est le pays qui compte le plus de Juifs au monde.

### Sionisme dans la vie politique d'Israël
À l'époque actuelle, la thématique se regroupe en trois grands ensembles au sein de la société israélienne, séparés en post-sionisme, néosionisme et sionisme :
- le postsionisme, qui veut donner une orientation laïque à l'État d'Israël, normaliser les relations avec les Palestiniens ;
- le néosionisme, héritier du sionisme révisionniste et du sionisme religieux, qui revendique le caractère juif d'Israël sur l'ensemble de la Terre d'Israël. « le néosionisme accentue les dimensions messianiques et particularistiques du nationalisme sionisme tandis que le postsionisme accentue ses dimensions universalistes et de normalisation[84].

## Concrétisation politique du sionisme[pasclair]

### Réaction à l'antisémitisme
L'antisémitisme de la fin du XIXe siècle joue un rôle déterminant dans la création du sionisme politique. Théodore Herzl écrit dans L'État juif : Essai d'une solution de la question juive que « la question juive existe partout où les Juifs vivent en nombre tant soit peu considérable (…) Les Juifs pauvres apportent maintenant avec eux l'antisémitisme en Angleterre, après l'avoir importé en Amérique. Je crois comprendre l'antisémitisme qui est un mouvement très complexe (…) [qui] peut-être considéré comme un effet de la légitime défense ». Théodore Herzl entend apporter une réponse nationale à la question juive, qu'est pour lui la question de l'antisémitisme.
Des antisémites historiques ont apporté leur soutien au sionisme. Dans une biographie consacrée à Édouard Drumont, fondateur d'une Ligue nationale anti-sémitique de France en 1889, Grégoire Kauffmann écrit qu'il est « l'un des premiers à réagir et à applaudir » pour le livre de Herzl, L'État juif. Grégoire Kauffmann écrit encore : « Il affiche le même enthousiasme quelques mois plus tard à l'occasion du premier congrès sioniste de Bâle où  La Libre Parole envoie un correspondant ». Henry Laurens écrit « des antisémites notoires saluent avec délectation le livre de Herzl, Drumont en particulier ».

### Juifs séfarades et mizrahim
Les Juifs séfarades de Palestine, s'ils ont parfois participé au programme d'achat de terres initié par les sionistes européens (comme c'est le cas pour Albert Antébi), ont plaidé en faveur d'une intégration du sionisme en Orient, de l'établissement de liens entre les mouvements nationalistes juif et arabe, et entre les cultures hébraïque et arabe non seulement pendant la période ottomane, mais encore sous le mandat britannique  (alors qu'après la déclaration Balfour, les relations s'étaient fortement détériorées avec les Arabes palestiniens). Cette intégration dans la culture levantine a été rejetée par les sionistes européens, qui redoutaient que les juifs orientaux ne s'assimilent aux Arabes. La presse juive en langue arabe des pays du Moyen-Orient a souvent déploré l'incapacité du mouvement sioniste à percevoir l'intérêt de recourir aux Juifs orientaux comme médiateurs entre le sionisme ashkénaze et les Arabes palestiniens, en vue d'une meilleure entente entre les deux peuples. Les Juifs séfarades ont reproché aux sionistes européens de les exclure des institutions sionistes, ce qui les a privés de tout pouvoir de décision
Le mouvement sioniste a par ailleurs encouragé puis organisé l'émigration en Palestine de 15 000 Juifs yéménites entre 1910 et 1948. Ces Yéménites, pour lesquels ont été aménagés des quartiers séparés, ont été exclus des kibboutz, et employés dans les plantations privées pour des salaires inférieurs à ceux des ashkénazes. L'historien Gershon Shaffir a souligné le fait qu'ils ont été effacés de la mémoire sioniste en tant que pionniers, bien qu'ils aient subi des conditions de travail très dures ; voir à ce sujet Émigration des Juifs yéménites en Palestine.
Les multiples épisodes du conflit israélo-arabe ont conduit à l'exil la très grande majorité des Juifs orientaux et séfarades, dont les communautés avaient une histoire de plus de deux mille ans.

## Antisionisme
L'antisionisme est la critique ou l'opposition au sionisme, sous diverses formes, approches et motivations.
Dans le discours antisémite, des slogans ou des prises de parole publiques montrent que le mot « sioniste » remplace souvent celui de « juif ».